# Daniel Magder
Daniel Magder, kanadski televizijski in filmski igralec, *12. december 1991, Toronto, Ontario, Kanada.

## Biografija

### Zgodnje in osebno življenje
Daniel Magder se je 12. decembra 1991 v sedemčlanski družini: ima še dve sestri, Jennifer in Samantho, ter dva brata, Ricka in Jasona, s katerimi še vedno živi.

### Kariera
Daniel Magder je svojo igralsko kariero začel leta 1998 v televizijski seriji »Earth: Final Conflict« in filmu Aldrich Ames: Traitor Within, leta 1999 se pojavi v filmih One Special Night, Vanished Without a Trace in otroški risani seriji Nodi ter seriji »Real Kids, Real Adventures«, ki jo neha snemati naslednje leto, torej leta 2002, leta 2002 pa v filmih Camera, X-Men, Race Against Time, Angel Eyes, Reunion, Jenifer ter Zebra Lounge in serijah »The Famous Jett Jackson«.
Leta 2002 ga opazimo v filmih Guilty Hearts, Guilt by Association in Mom's on Strike, , leta 2004 v filmu A Deadly Encounter, leta 2005 pa začne snemati serijo Življenje z Derekom, ki jo konča leta 2009, leta 2005 pa se pojavi tudi v filmu Mee-Shee: The Water Giant.
Leta 2007 se pojavi v seriji »Stump«, leta 2008 v filmu Sticks and Stones, letos pa v filmu The Good Witch's Garden.

## Filmografija

### Filmi
- The Good Witch's Garden (2009) - Slab prijatelj 1
- Boning up in School (2008)-Spielberg
- Sticks and Stones (2008) - Michael
- Mee-Shee: The Water Giant (2005) - Mac Cambell
- A Deadly Encounter (2004) - Eric Sanders
- Moms on Strike (2002) - A.J. Harris
- Guilt by Association (2002) - Mladi Max
- Guilty Hearts (2002) - Cooper Moran
- Jennifer (2001) - Jake (6 let)
- Zebra Lounge (2001) - Daniel Barnet
- Reunion (2001) - Brian Cosgrave
- Angel Eyes (2001) - Larry Pogue, Jr.
- X-Men (2000) - Fant na raftingu
- Camera (2000) - Direktor
- Race Against Time (2000) - Bobby Gabriel
- One Special Night (1999) - Michael
- Vanished Without a Trace (1999) - Daniel
- Aldrich Ames: Traitor Within (1998) - Paul Ames

### Televizija
- Življenje z Derekom (2005–2009) - Edwin Venturi

### Ostali pojavi
- The Latest Buzz- Elliot
- Real Kids, Real Adventures (1999) - (2000) - Brian / Davey
- The Famous Jett Jackson (2000) - Fant 1
- Nodi (1999) - Sam
- Earth: Final Conflict (1998) - Liam